# گولز اتریش
گولز اتریش (به آلمانی: Gols (town)) یک شهر بازاری و شهرستان اتریش در اتریش است که در Neusiedl am See District واقع شده‌است.

## خصوصیات
گولز اتریش ۳٬۶۰۳ نفر جمعیت دارد.